# 15263 Ервінґротен
15263 Ервінґротен (15263 Erwingroten) — астероїд головного поясу, відкритий 13 жовтня 1990 року.
Тіссеранів параметр щодо Юпітера — 3,513.